# Kuroishi
Kuroishi (黒石市, Kuroishi-shi) är en japansk stad i prefekturen Aomori på den norra delen av ön Honshu. Kuroishi fick stadsrättigheter 1 juli 1954.